# Vrčivka trpasličí
Vrčivka trpasličí (Trichopsis pumila) je drobná sladkovodní paprskoploutvá ryba z podřádu labyrintky (Anabantoidei) a čeledi guramovití (Osphromenidae). Pochází z jihovýchodní Asie. Stejně jako další příslušníci rodu vrčivka (Trichopsis) v rozčílení vydává charakteristické zvuky stridulací. Pohlaví je nesnadno rozlišitelné. Vytírá se do nevelkých a nenápadných pěnových hnízd.

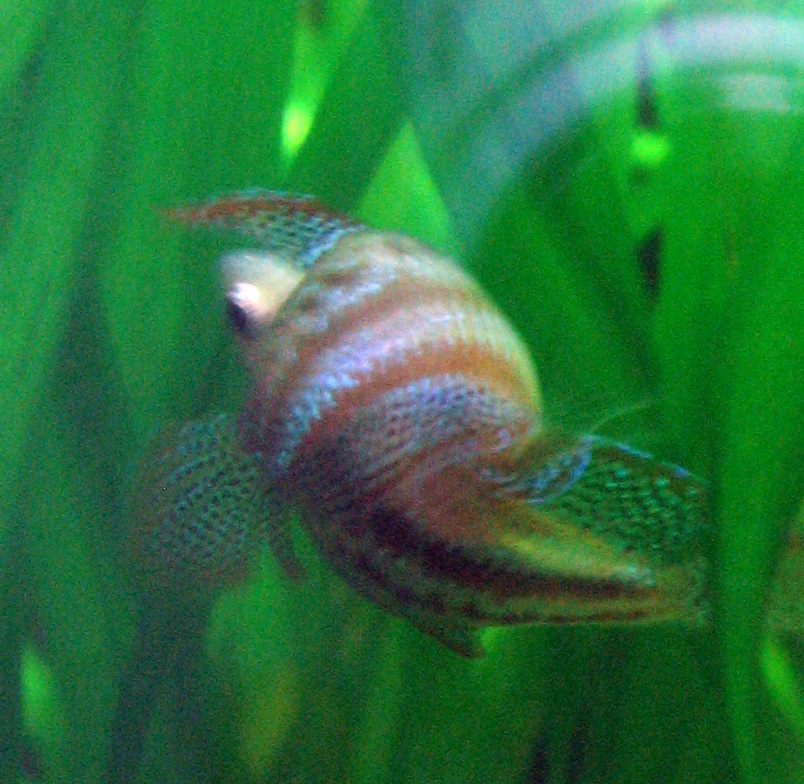
Milostné objetí vrčivek trpasličích